# Плауен
Пла́уен (нім. Plauen), також Плавно чи Плавне (чеськ. Plavno, в-луж. і н-луж. Pławno, лат. Plavia) — місто в Німеччині, у Саксонії, неподалік від кордону з Чехією.
Площа — 102,12 км2. Населення становить 64 014 ос. (станом на 31 грудня 2020).

## Історія
В 1122 Плауен вперше згадується як слов'янське поселення Vicus Plawe (сучасна чеська назва — Plavno). Близько 1224 поселення отримує права міста. Стара ратуша вперше згадується 1382 року. В 1430 році Плауен було зруйновано гуситами. В 1466 році герцог Альбрехт окупував місто та включив його до складу своїх саксонських володінь. У 1521 році у Плауені почалась реформація. Більша частина міста була знищена у великій пожежі 1548 року.
В середині XVI століття розвивається ткацька справа. В 1701 році відкривається перша мануфактура. В 1858 році у Плауені з'явилась перша вишивальна машина.
Після 1880 року промислове виготовлення мережива тягне за собою швидке зростання міста. «Плауенське мереживо» здобуває всесвітню популярність і стає рушійною силою розвитку Плауена. На Паризькій всесвітній виставці 1900 воно отримує Grand Prix.
До 1904 року число жителів перевищило 100 000. У 1905 році було завершено будівництво найбільшого кам'яного мосту у Європі. У Другій світовій війні в результаті 14 бомбових нальотів було зруйновано три чверті міста.
У 1989 році Плауен був одним з центрів руху за мирні перетворення в НДР, яке призвело до об'єднання Німеччини у 1990 році.

## Спорт
- Плауен (футбольний клуб)

## Міста-побратими
- Аш (чеськ. Aš), Чехія
- Зіген (нім. Siegen), Німеччина
- Пабьяніце (пол. Pabianice), Польща
- Гоф (нім. Hof), Німеччина
- Цеґлед (угор. Cegléd), Угорщина
- Штайр (нім. Steyr), Австрія
- Шяуляй (лит. Šiauliai), Литва

## Пам'ятки
- Ельстертальбрюкке

## Відомі жителі
- Вернер Гартенштайн
- Генріх фон Плауен
- Герман Фогель
- Олександр Гершель
- Корнелія Ендер
- Еріх Брунер
- Фридріх Гільшер